# 諾曼尼亞鎮區 (北達科他州本森縣)
諾曼尼亞鎮區（英語：Normania Township）是位於美國北達科他州本森縣的一個鎮區。

## 地方資料
諾曼尼亞鎮區的面積為92.96平方千米，當中陸地面積為89.10平方千米，而水域面積為3.86平方千米。根據2010年美國人口普查的數據，當地共有人口44人，而人口密度為每平方千米0.47人。